# داستان مفرح جان گیلپین

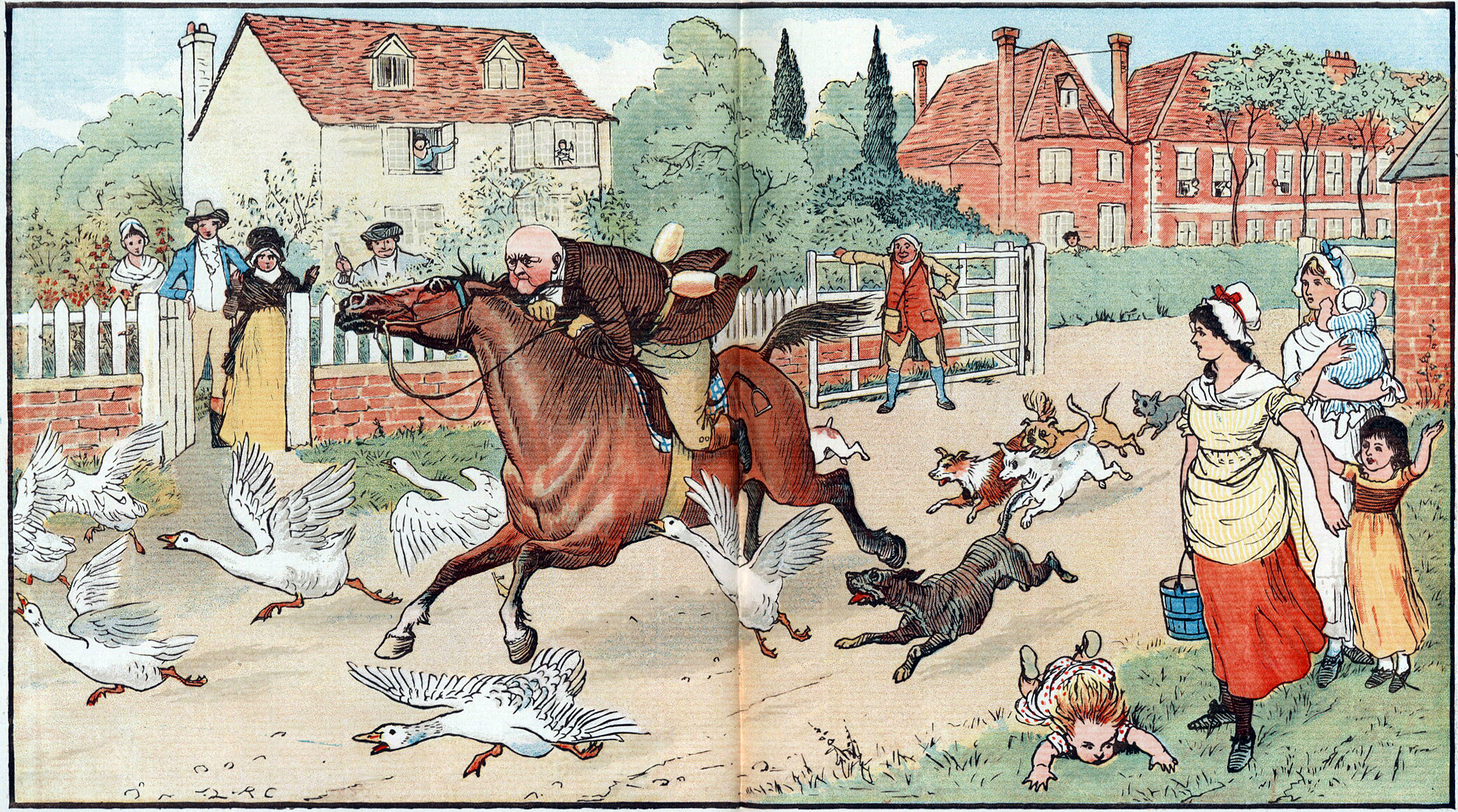
طراحی نقاشی از راندولف کالدکوت که به عنوان طرح برجسته بر روی نشان کالدکوت نقش گردید

داستان مفرح جان گیلپین (انگلیسی: The Diverting History of John Gilpin) یک تصنیف کمیک و فانتزی از ویلیام کوپر می‌باشد که در تاریخ ۱۷۸۲ نوشته شد، ماجرای داستان دربارهٔ یکپارچه فروشی است به نام جان گیلپین که اسب سرکشی را سوار است و می‌راند، کوپر این داستان را از لیدی آنا آستین در زمانی که دچار افسردگی شدید بود شنید و پس از آن وی را مورد تشویق قرار داد تا بتواند آن را به شکل نثر درآورد، شعر به گونه‌ای کاملاً ناشناس در سال ۱۷۸۲ منتشر گردید و پس از آن با کار بیشتر در ۱۷۸۵ چاپ مجدد شد، این داستان و شعر بسیار محبوب گردید به گونه‌ای که نسخه‌های کتاب و اسباب بازی جان گیلپین و دزدان دریایی به اتفاق جزو پرفروشترین‌ها در سراسر کشور از آغاز تاکنون بوده‌اند
شعر جان گیلپین مجدداً در سال ۱۸۷۸ منتشر گردید، که این نسخه با طراحی و نقاشی راندولف کالدکوت همراه بود و چاپ آن هم به بهترین شکل بر عهده ادموند ایوانز بود، تصویری که کالدکوت از گیلپین سوارکار طرح کرده بود به عنوان طرح مدال نشان کالدکوت برگزیده و بر روی آن نقش گردید.

## طراحی‌های کالدکوت

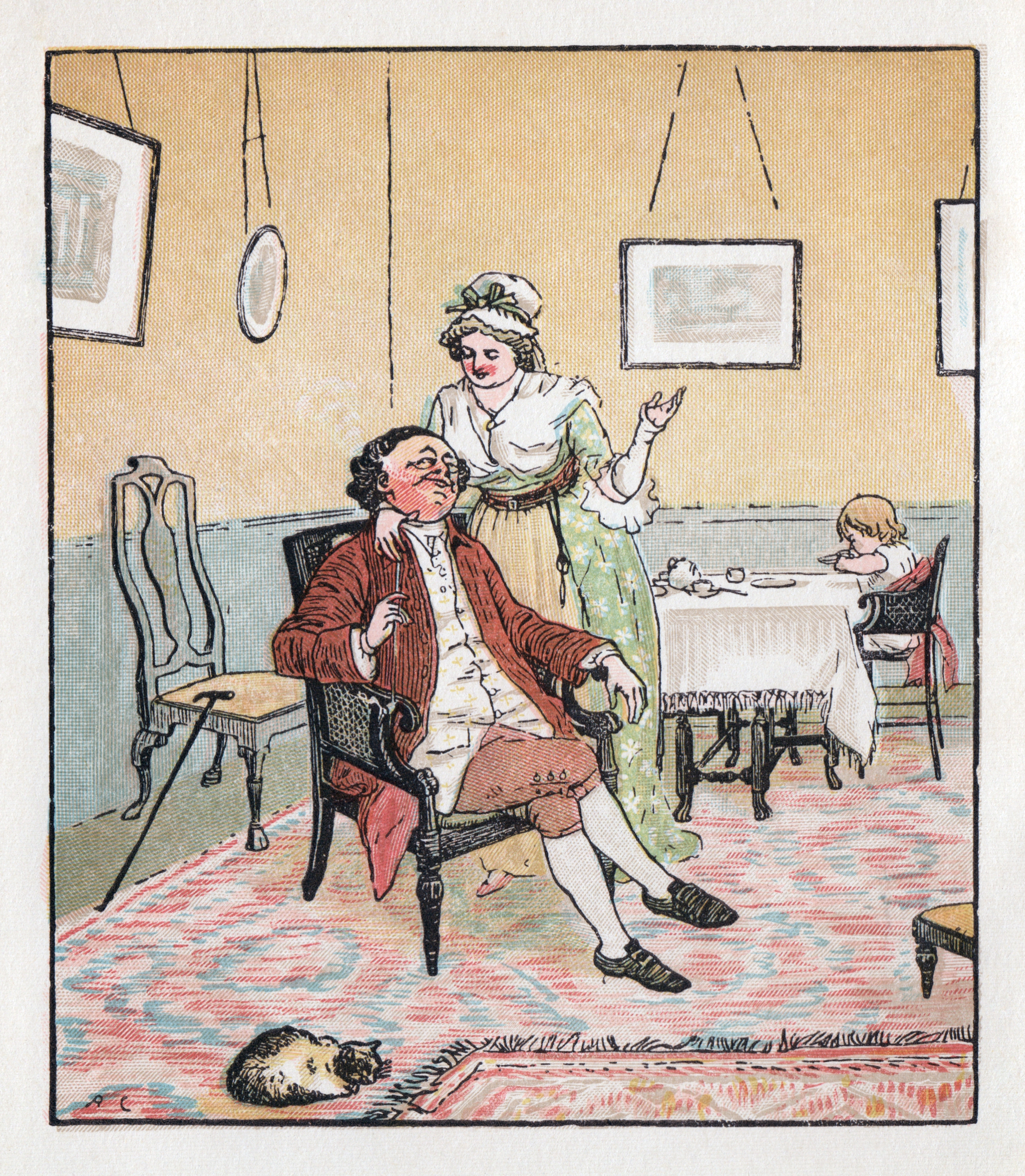
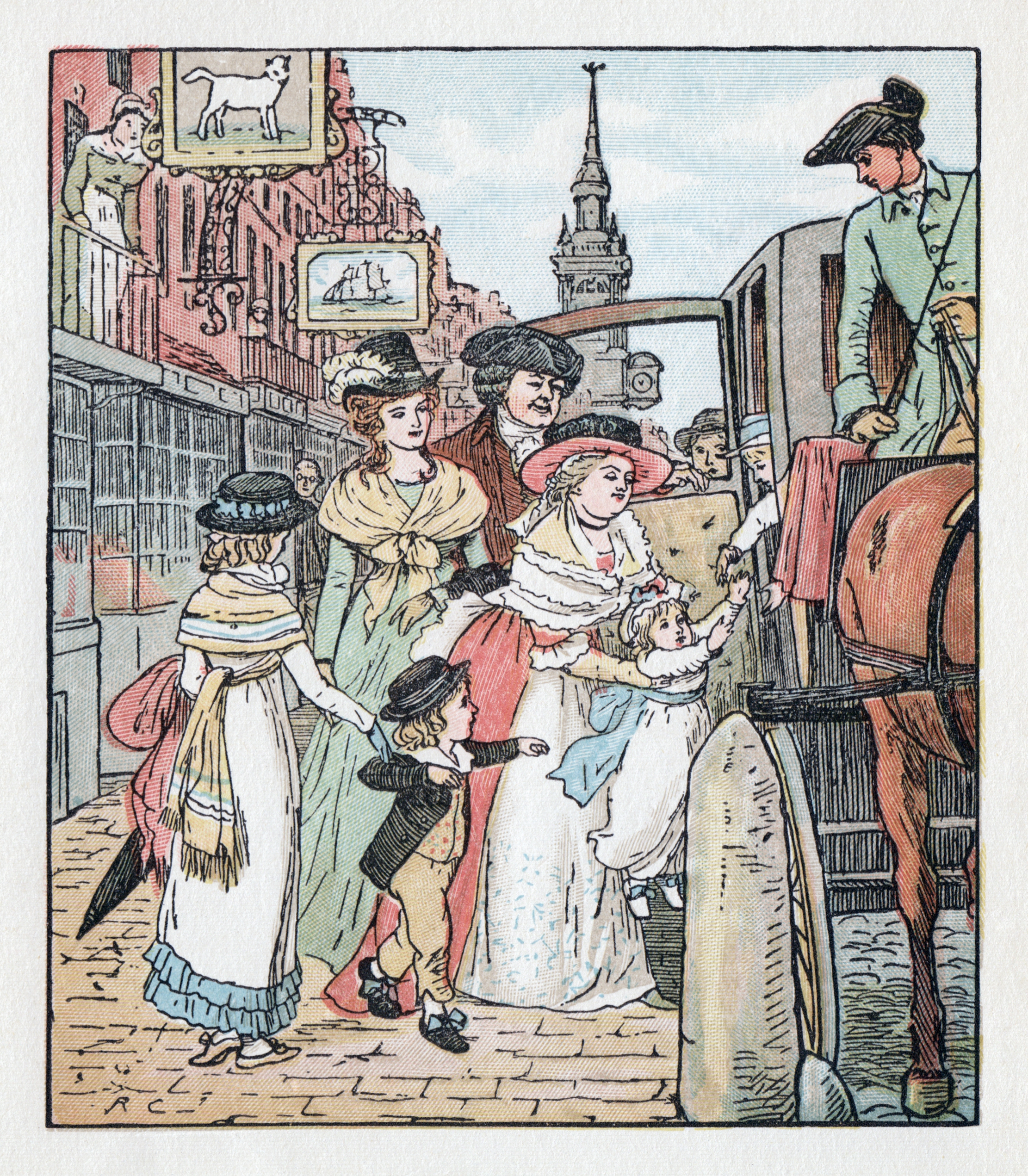
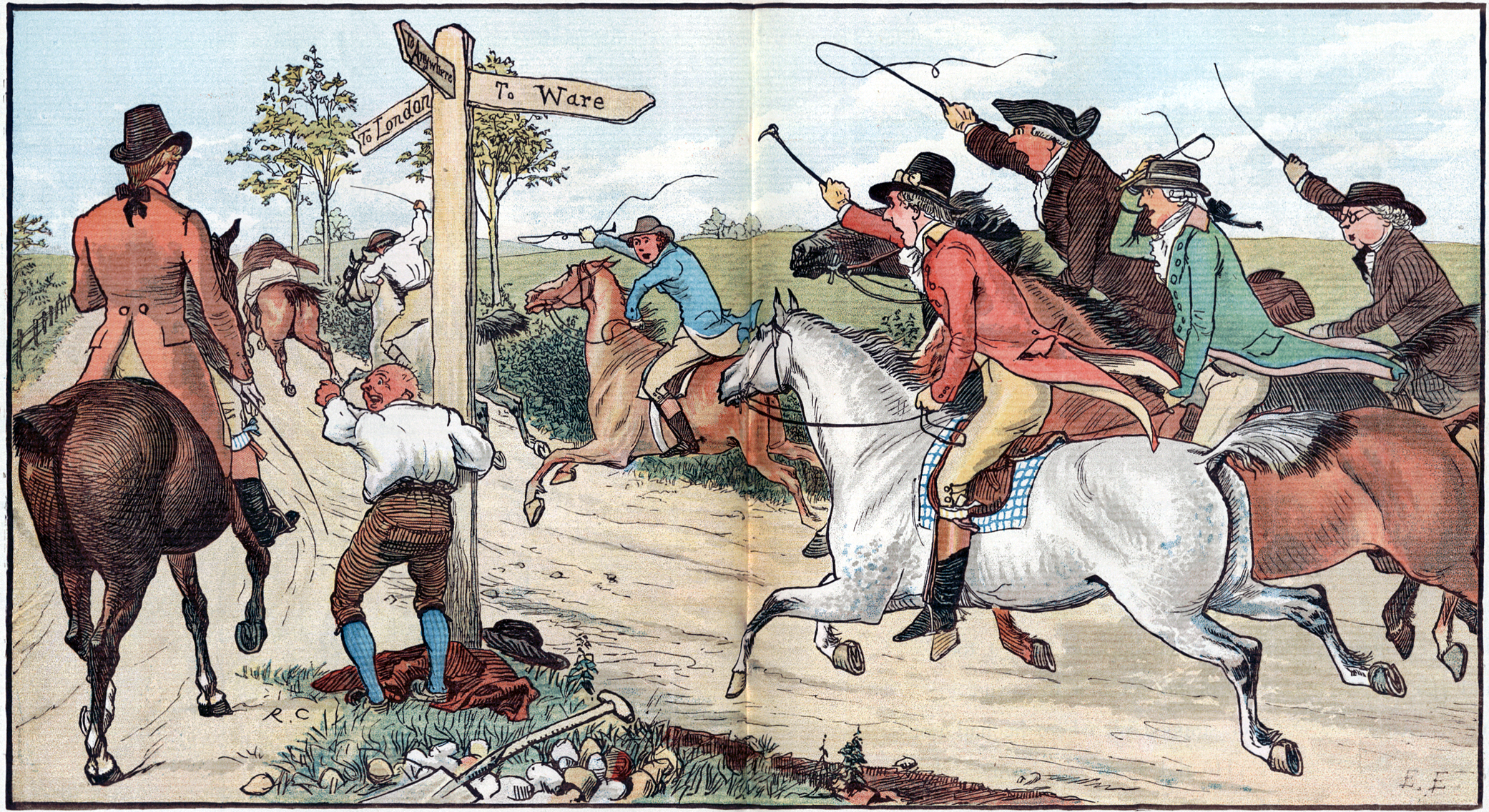
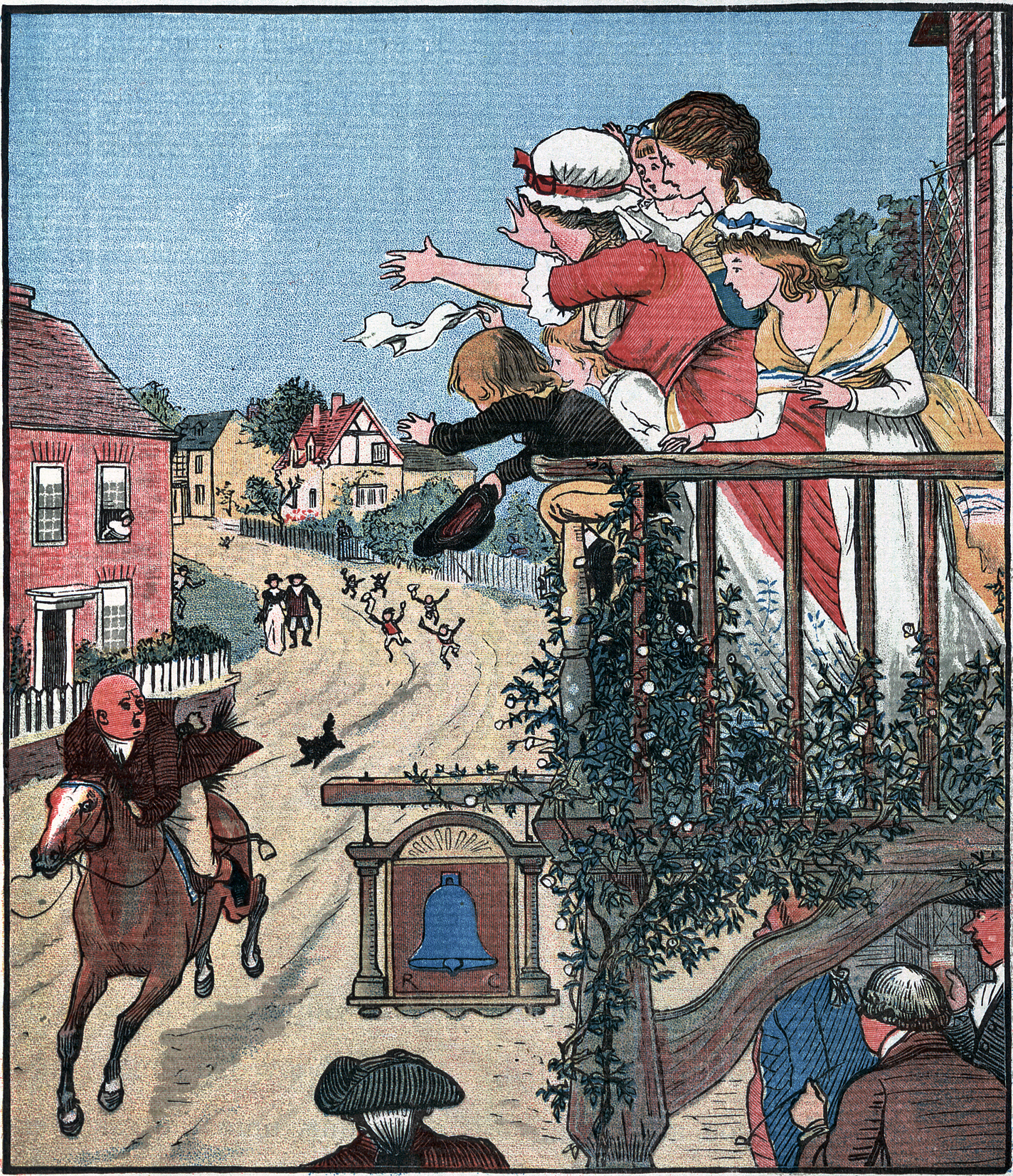
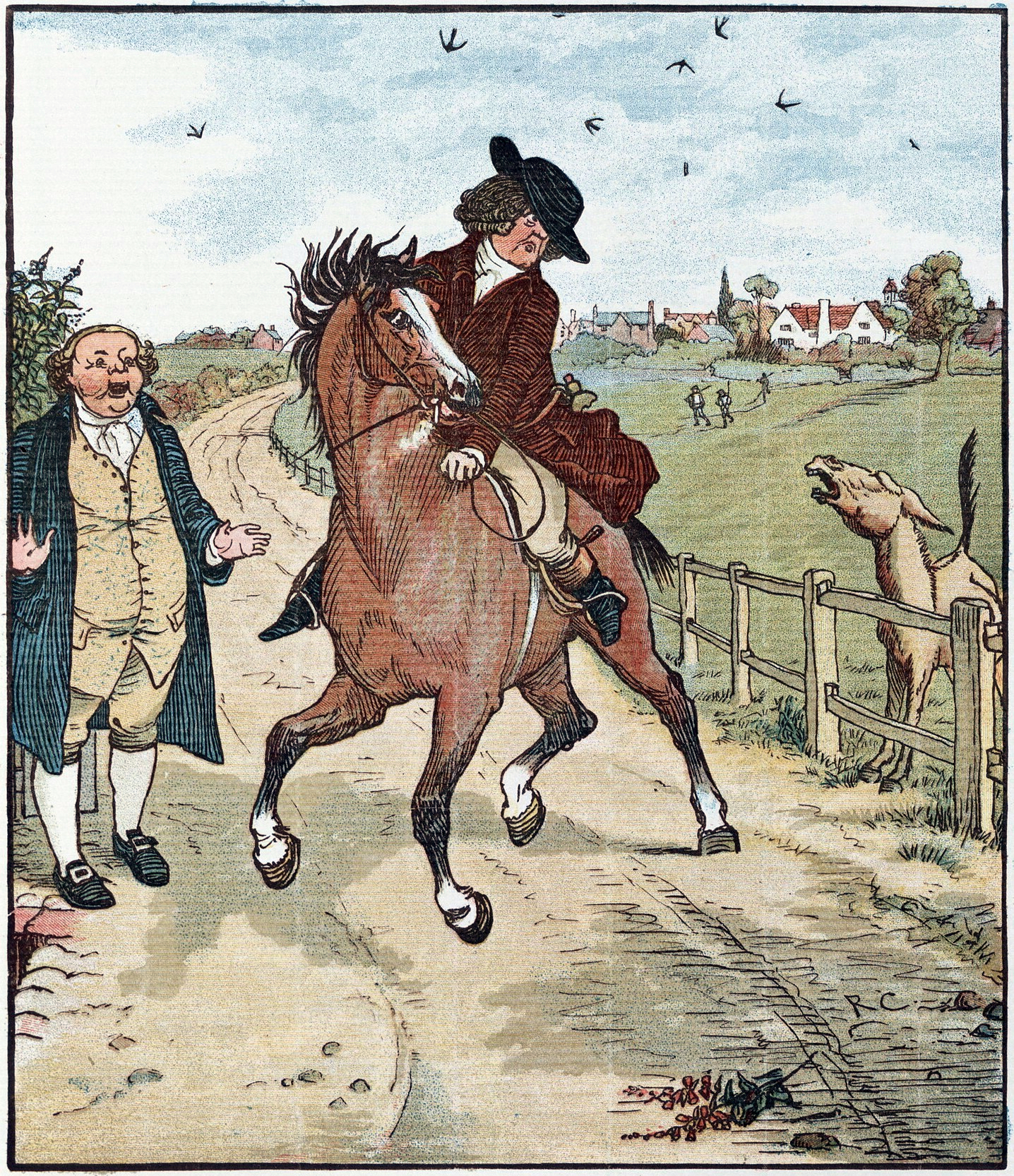